# قایا
قایا (به لاتین: Qaya، پیش‌تر بندر آپشرونسکی) یک منطقه مسکونی در جمهوری آذربایجان است که در باکو واقع شده است.